# Перший концерт в Москві
Перший концерт в Москві — бутлеґ (запис концерту) гурту Воплі Відоплясова.

## Композиції
1. Танці (2:55)
2. Оля (2:14)
3. Кислая капуста (1:03)
4. Пісенька (4:30)
5. Я летел (2:26)
6. Товарищь майор (2:23)
7. Махатма (4:18)
8. Музіка (5:05)
9. Рассвет (2:08)
10. Уа-га-га (1:39)
11. Були деньки (2:42)
12. Полонина (3:30)
13. Плач Ярославни (3:00)